# 1997 WO44
1997 WO44 är en asteroid i huvudbältet som upptäcktes den 29 november 1997 av LINEAR i Socorro County, New Mexico.
Asteroiden har en diameter på ungefär 5 kilometer.